# Лавриненко Сергій Дмитрович
Сергі́й Дми́трович Лаврине́нко (нар. 17 лютого 1975, Орджонікідзе, Українська РСР, СРСР) — український футбольний тренер, колишній футболіст, що виступав на позиції захисника.

## Ігрова кар'єра
У футбол почав грати в ДЮСШ міста Орджонікідзе. Перші тренери — Валерій Кулицький і Геннадій Сєвєров.
У лютому 1993 року тренер Микола Федоренко, будучи сам родом з Орджонікідзе, запросив Лавриненка та Євгена Римшина з ДЮСШ свою команду — кіровоградську «Зірку-НІБАС». У квітні того ж року Сергій дебютував у другій лізі, а вже в листопаді, разом з Федоренком, відправився у «Сіріус» (Жовті Води). Відігравши в цій команді три матчі, Лавриненко знову повернувся в «Зірку», яку очолив Олександр Іщенко. Під керівництвом цього тренера кіровоградська команда за два сезони прорвалася з Другої ліги у Вищу і потім міцно закріпилася в ній. Дебют Лавриненко у вищому дивізіоні відбувся 25 липня 1995 року в грі проти столичного ЦСКА. Всього ж у «вишці» за кіровоградців Сергій зіграв понад 100 матчів.
Із 2000 по 2003 роки виступав у вищій лізі в складі запорізького «Металурга». Коли команду очолював Мирон Маркевич, Лавриненко регулярно виходив у стартовому складі. Після відставки Мирона Богдановича Сергій більше грав у дублі та в оренді за «Миколаїв».
У 2004 році повернувся в «Зірку», де у 29 років завершив ігрову кар'єру через травми.

## Тренерська кар'єра
У 2005 році закінчив факультет фізичного виховання Кіровоградського педагогічного університету ім. В. Винниченка, а у 2010 році — і магістратуру в цьому ж навчальному закладі.
Після закінчення ігрової кар'єри Сергій Дмитрович вирішив зайнятися приватним підприємництвом, але незабаром зрозумів, що це не його. Трохи погравши на аматорському рівні за знаменський «Локомотив», він із 1 вересня 2009 року розпочав працювати тренером у кіровоградській футбольній школі «Спартак-2002», де тренував юнаків 1998 року народження.
З 1 липня 2010 року працював тренером, а потім і завучем школи «Зірка-Спартак».
У 2011 році очолив кіровоградську ДЮСШ № 2, паралельно працюючи в Академії ФК «Зірка».
З 18 жовтня 2014 року працював тренером кіровоградської «Зірки», а 12 листопада 2014 року призначений виконувачем обов'язків головного тренера «Зірки». У жовтні 2015 року отримав тренерський диплом УЄФА категорії «А» й 1 листопада став головним тренером клубу. Під керівництвом Лавриненко у 2016 році кіровоградська команда стала чемпіоном Першої ліги і здобула право виступати у Прем'єр-лізі України, а Лавриненко ввійшов в історію команди як людина, яка виводила «Зірку» у Вищу лігу (Прем'єр-лігу) і як футболіст, і як головний тренер.
31 серпня 2016 року офіційно очолив «Інгулець» з Першої ліги. 2019 року «Інгулець» з Лавриненком сенсаційно дістався фіналу Кубка України, де поступився «Шахтарю», тим не менш зумів встановити досягнення, ставши першим тренером в історії українського футболу, який вийшов у фінал кубка України з другого за рангом дивізіону країни. Наступного року Лавриненко посів з «Інгульцем» 3 місце у чемпіонаті і допоміг команді вперше в історії вийти до Прем'єр-ліги. За підсумками дебютного сезону в еліті підопічні Лавриненка стали 12-ми та зберегли прописку у вищому дивізіоні, а після першої половини наступного сезону, який не було завершено через російське вторгнення, команда посідала 14 місце серед 16 команд.
Свій третій сезон в українській еліті підопічні Сергія Лавриненка розпочали невдало, на старті сезону видавши 9-матчеву безвиграшну серію, перервати яку вдалося лише 8 листопада сенсаційною перемогою над «Зорею» (1:0). Проте вже наступного туру петрівці програли «Металісту 1925» (1:2) і опустились на останню, 16-у, сходинку у турнірній таблиці. В результаті 13 листопада 2022 року Лавриненко був звільнений з посади головного тренера Інгульця. Всього від часу дебюту «Інгульця» в УПЛ Лавриненко керував діями своїх підопічних у всіх 53-х матчах, у яких здобув 9 перемог, 19 нічиїх та 25 разів поступився.
16 червня 2023 року підписав трирічний контракт з рівненським «Вересом». До кінця року під його керівництвом клуб провів 18 офіційних матчів (16 в УПЛ і 2 у Кубку України). Команда здобула 3 перемоги (2 у чемпіонаті і 1 у Кубку), 6 разів зіграла унічию і програла 9 матчів (8 у чемпіонаті і 1 у Кубку). Різниця м’ячів: 18-30 (у чемпіонаті: 15-26, у Кубку України: 3-4). По завершенні осінньої частини, 12 грудня Лавриненко був звільнений з посади, коли команда посідала передостаннє 15 місце.
| Команда               | Турнір                | Посада                        | Сезон                 | І   | В  | Н  | П  | М       | О   |
| --------------------- | --------------------- | ----------------------------- | --------------------- | --- | -- | -- | -- | ------- | --- |
| ФК «Зірка»            | 1 Ліга                | В.о. тренера                  | 2014-15               | 14  | 10 | 3  | 1  | 21-7    | 33  |
| ФК «Зірка»            | 1 Ліга                | Головний тренер (з 1.11.2015) | 2015-16               | 29  | 19 | 5  | 5  | 49-22   | 62  |
| ФК «Зірка»            | УПЛ                   | Головний тренер               | 2016-17               | 4   | 0  | 1  | 3  | 4-10    | 1   |
| Загалом за «Зірку»    | Загалом за «Зірку»    | Загалом за «Зірку»            | Загалом за «Зірку»    | 47  | 29 | 9  | 9  | 74-39   | 96  |
| «Інгулець»            | 1 ЛІГА                | Головний тренер               | 2016-17               | 28  | 9  | 7  | 12 | 29-37   | 34  |
| «Інгулець»            | 1 ЛІГА                | Головний тренер               | 2017-18               | 34  | 21 | 6  | 7  | 46-20   | 69  |
| «Інгулець»            | 1 ЛІГА                | Головний тренер               | 2018-19               | 28  | 11 | 9  | 8  | 35-32   | 42  |
| «Інгулець»            | 1 ЛІГА                | Головний тренер               | 2019-20               | 30  | 17 | 9  | 4  | 47-22   | 60  |
| «Інгулець»            | УПЛ                   | Головний тренер               | 2020-21               | 25  | 5  | 11 | 9  | 24-36   | 26  |
| «Інгулець»            | УПЛ                   | Головний тренер               | 2021-22               | 17  | 3  | 4  | 10 | 13-28   | 16  |
| «Інгулець»            | УПЛ                   | Головний тренер               | 2022-23               | 11  | 1  | 4  | 6  | 9-16    | 7   |
| Загалом за «Інгулець» | Загалом за «Інгулець» | Загалом за «Інгулець»         | Загалом за «Інгулець» | 173 | 67 | 50 | 56 | 203-191 | 251 |